# Référendum saint-marinais de 2016
Un  quadruple référendum a lieu le 15 mai 2016 à Saint-Marin. Les électeurs sont amenés à se prononcer sur trois initiatives populaires, qu'ils approuvent à une large majorité, ainsi que sur un référendum abrogatif à l'encontre d'une loi existante, qu'ils rejettent à une très mince majorité.
La mise en place d'un vote préférentiel aux élections législatives, la suppression du quorum imposé aux référendums populaires ainsi que le plafonnement des salaires des fonctionnaires sont ainsi approuvés par respectivement 54,76 %, 58,58 % et 63,63 % des votants. Tandis que la proposition d'abrogation du nouveau plan de zonage de Polo del Lusso est rejetée à 50,35 %.

## Objet

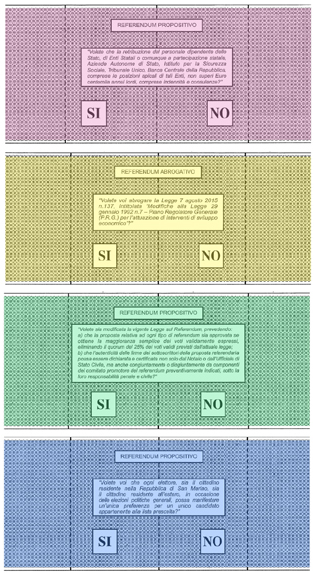
Bulletins de vote utilisés.

Quatre propositions sont soumises au vote des électeurs. Trois d'entre elles sont des initiatives populaires mises en œuvre par des citoyens portant une proposition de loi, tandis que celle restante, la deuxième, est un référendum abrogatif déclenché par des citoyens à l'encontre d'une loi existante :
La première proposition vise à modifier le système électoral lors des élections des membres du Grand Conseil général, le parlement national, de manière que les électeurs puissent exprimer un vote préférentiel pour l'un des candidats de la liste qu'il choisisse. Les candidats ayant recueilli le plus de votes préférentiels se voient pourvoir en priorité les sièges remportés par la liste. Les Saint-Marinais n'ont jusqu'alors que la possibilité de voter pour la liste d'un parti, sans pouvoir influer sur les candidats élus.
La seconde vise à abroger la loi n°137 du 7 août 2015 modifiant le plan de développement économique de la zone de Rovereta, dit « Polo del Lusso ».
La troisième vise à supprimer le quorum de validité auquel sont soumis les référendums d'initiative populaire, alors fixé à un minimum de 25 % des inscrits en faveur de la proposition.
Enfin, la quatrième proposition vise à limiter à 100 000 euros maximum le salaire annuel des membres de la fonction publique.

## Mise en œuvre
Ces référendums d'origine populaire ont lieu dans le cadre de la Nuove norme in materia di referendum e iniziativa legislativa popolare de 1994 qui permet à la population saint-marinaise de mettre en œuvre un référendum législatif afin de voter sur une proposition de loi, ou abrogatif afin au contraire d'en abroger une existante, et ce dans plusieurs domaines relevant des attributions et des compétences du Grand Conseil général,.
Les signatures d'au moins 1,5 % des électeurs inscrits sur les listes électorales doivent pour cela être réunies dans un délai de 45 jours pour une proposition de loi, ou 90 jours pour une abrogation. En 2016, un total d'un peu moins de 34 000 électeurs étaient inscrits sur les listes, ce qui équivaut alors à un seuil d'un peu plus de 500 signatures,. Le comité citoyen à l'origine de la collecte de signature transmet en premier lieu sa proposition au Collège de garantie (Collegio dei Garanti, CdG) qui en vérifie et en annonce la validité. La période de collecte commence ensuite dès son annonce.

### Conditions de validité
Le référendum est légalement contraignant. Il n'est cependant considéré comme valide qu'à la condition de recueillir la majorité absolue des suffrages exprimés ainsi qu'au moins 25 % des inscrits en faveur de la proposition, ce qui équivaut de fait à un quorum de participation au minimum égal à ce seuil,,,.

## Collecte des signatures

### Vote préférentiel
Le comité d'initiative en faveur de l'introduction du vote préférentiel transmet le 29 juillet 2015 sa proposition au CdG, qui l'approuve. La période de collecte s'étend ainsi à partir du premier septembre. Le 10 novembre, le CdG confirme la réception de 597 signatures, dont 545 valides. Le seuil de 1,5 % qui en équivaut alors à 507, est ainsi franchi.

### Abrogation du PlanPolo del Lusso
Le 5 août 2015, le Grand Conseil général vote par 31 voix pour, 13 contre et 8 abstentions un amendement au plan de zone de Rovereta, ou Polo del Lusso. La loi est promulguée deux jours plus tard. Un comité de citoyen demande la mise à référendum de la loi le 14 août suivant, ce que le CdG valide le 10 novembre. Le 17 février 2016, le CdG confirme la réception de 650 signatures, dont 632 valides. Le seuil de 1,5 % qui en équivaut alors à 507, est ainsi franchi.

### Suppression du quorum
La proposition de suppression du quorum est portée par un comité de signatures appelé Comité d'initiative référendaire (Comitato d'Iniziativa Referendaria), qui est alors déjà à l'origine de sept initiatives populaires depuis septembre 2014. Une collecte a ainsi lieu du 18 mai au 14 août 2015, réunissant 577 signatures, mais le 31, seules 40 sont déclarées valides par le CdG en raison d'erreurs de formulaires. Le comité parvient finalement le 3 novembre à faire procéder à une nouvelle collecte, qui s'étend du 30 novembre 2015 au 18 février 2016. Le 2 mars 2016, le CdG confirme la réception de 617 signatures, dont 544 valides. Le seuil de 1,5 % qui équivaut alors à 513 signatures, est ainsi franchi.

### Plafonnement des salaires publics
Après une première initiative ayant échoué par manque de signatures valides, 675 signatures sont collectées, dont 599 validées par le CdG, soit bien au-dessus du seuil de 513 signatures.

## Organisation
Les capitaines-régents promulguent les décrets - n°25 et n°35 - d'organisation du référendum les 3 et 21 mars 2016. Le budget alloué à l'organisation du scrutin est fixé à 275 000 euros.

## Résultats
Les électeurs votent sur des bulletins séparés de couleurs différentes, les propositions étant ainsi respectivement en bleu, jaune, vert et rose. 33 896 électeurs sont inscrits sur les listes électorales au moment du scrutin. Le quorum de votes positifs égal à 25 % des inscrits équivaut alors à 8 474 voix.
| Choix                    | Vote préférentiel | Vote préférentiel | Abrogation du Polo del Lusso | Abrogation du Polo del Lusso | Suppression du quorum | Suppression du quorum | Plafonnement des salaires publics | Plafonnement des salaires publics |
| Choix                    | Votes             | %                 | Votes                        | %                            | Votes                 | %                     | Votes                             | %                                 |
| ------------------------ | ----------------- | ----------------- | ---------------------------- | ---------------------------- | --------------------- | --------------------- | --------------------------------- | --------------------------------- |
| Pour                     | 8 688             | 54,76             | 7 845                        | 49,65                        | 9 274                 | 58,58                 | 10 093                            | 63,63                             |
| Contre                   | 7 177             | 45,24             | 7 957                        | 50,35                        | 6 558                 | 41,42                 | 5 770                             | 36,37                             |
| Quorum                   | ✔ 25,63 %         | ✔ 25,63 %         | 23,14 %                      | 23,14 %                      | ✔ 27,36 %             | ✔ 27,36 %             | ✔ 29,78 %                         | ✔ 29,78 %                         |
|                          |                   |                   |                              |                              |                       |                       |                                   |                                   |
| Votes valides            | 15 865            | 98,48             | 15 802                       | 98,08                        | 15 832                | 98,27                 | 15 863                            | 98,45                             |
| Votes blancs et nuls     | 244               | 1,52              | 310                          | 1,92                         | 279                   | 1,73                  | 250                               | 1,55                              |
| Total                    | 16 109            | 100               | 16 112                       | 100                          | 16 111                | 100                   | 16 113                            | 100                               |
| Abstentions              | 17 787            | 52,48             | 17 784                       | 52,47                        | 17 785                | 52,47                 | 17 783                            | 52,46                             |
| Inscrits / Participation | 33 896            | 47,52             | 33 896                       | 47,53                        | 33 896                | 47,53                 | 33 896                            | 47,54                             |

### Application
Les référendums ayant été approuvés portant sur des propositions de loi, le gouvernement soumet au parlement des projets de loi en ce sens dans les six mois suivant le vote, après un contrôle préalable des textes par le CdG, qui vérifie ainsi que ceux ci répondent bien à la nature des demandes des électeurs. La loi électorale saint-marinaise est ainsi amendée le 23 août 2016 afin d'y introduire le vote préférentiel, et le changement est effectif pour les législatives de novembre. La suppression du quorum pour les référendums d'origine populaire est quant à elle effective lors du référendum de 2019.